# Pusher (2012)
Pusher ist ein britischer Film aus dem Jahr 2012, der im Drogenmilieu spielt. Regie führte der Spanier Luis Prieto. Es handelt sich um die Neuverfilmung des gleichnamigen dänischen Films aus dem Jahre 1996. In Deutschland wurde der Film auch unter dem Filmtitel Never Cross the Line veröffentlicht.

## Handlung
Frank und sein bester Freund Tony sind zwei stadtbekannte Drogendealer. Sie dealen allerdings nur mit geliehenem Heroin, welches sie von dem Gangster Milo bekommen. Als bei einem geplanten Drogengeschäft die Polizei auftaucht, muss Frank das gesamte Heroin in einen See schütten. Dadurch hat zwar die Polizei nichts gegen ihn in der Hand, allerdings schuldet er Milo nun das Geld für die Drogen. Da er Tony verdächtigt, ihn bei der Polizei verraten zu haben, verprügelt er ihn schwer und trennt sich von ihm. Zusammen mit den Schulden aus einem anderen Drogendeal und einer Strafgebühr schuldet Frank Milo nun 55.000 Pfund.
Milo gibt ihm 48 Stunden Zeit, um das Geld zu besorgen, womit für Frank ein verzweifelter Wettlauf gegen die Zeit beginnt. Dabei wird er anfangs noch von Milos Schläger unterstützt, später aber selbst drangsaliert. Lediglich seine Freundin, die Tabledancerin Flo, hält zu ihm. Gegenüber Flo verhält er sich jedoch stets kühl und abweisend und reagiert sogar gewalttätig, wenn sie ihre Gefühle zeigen will. Frank lässt nichts unversucht, um an das Geld zu kommen. Unter anderem versucht er Schulden von Bekannten einzutreiben, bittet seine Mutter um Geld und überfällt sogar andere Gangster. Einige dieser Versuche scheitern jedoch kläglich. Schließlich kehrt er unverrichteter Dinge zu Milo zurück, der ihn darauf schwer misshandeln lässt. Frank gelingt die Flucht. Frank will gemeinsam mit Flo nach Spanien flüchten. Flo schöpft daraus die Hoffnung, dass Frank doch Gefühle für sie hat und ein Neuanfang möglich ist. Ein Telefonat mit Milo lässt Frank in dem Glauben, seine Schuld mit seinen letzten 6.000 Pfund begleichen zu können. Er sagt den Neubeginn mit Flo daraufhin ab. Die enttäuschte Flo stiehlt ihm sein Geld und flüchtet mit dem Taxi. Frank rennt ihr nach.

## Synchronisation
Die deutsche Synchronisation entstand durch die Synchronfirma Berliner Synchron AG Wenzel Lüdecke.
| Rolle      | Darsteller     | Synchronsprecher         |
| ---------- | -------------- | ------------------------ |
| Frank      | Richard Coyle  | Tobias Kluckert          |
| Tony       | Bronson Webb   | Julius Jellinek          |
| Flo        | Agyness Deyn   | Berenice Weichert        |
| Milo       | Zlatko Burić   | Engelbert von Nordhausen |
| Hakan      | Mem Ferda      | Tayfun Bademsoy          |
| Fitz       | Paul Kaye      | Thomas Nero Wolff        |
| Jack       | Bill Thomas    | Freimut Götsch           |
| Marlon     | Neil Maskell   | Patrick Schröder         |
| Polizist   | Richard Shanks | Edwin Gellner            |
| Polizistin | Badria Timimi  | Marion Musiol            |

## Kritik
„Remake des gleichnamigen Erstlingsfilms von Nicolas Winding Refn aus dem Jahr 1996. Dabei gehen dem eher hochglänzenden, mit Äußerlichkeiten protzenden Action-Drama Charme und Realismus verloren.“

„Prieto tilgt die unverwechselbare, beklemmend realistische Low-Budget-Atmosphäre von Refns Film, stilisiert seinen Drogenthriller zum formvollendet-kühlen Adrenalintrip und erzählt die Geschichte ansonsten fast unverändert nach. Das macht zwar immer noch großen Spaß, reicht unter dem Strich aber nicht ganz an das großartige dänische Original heran.“